# Monocercops
Monocercops is een geslacht van vlinders uit de familie mineermotten (Gracillariidae).
Het geslacht omvat volgende soorten:
- Monocercops actinosema (Turner, 1923)
- Monocercops nepalensis Kumata, 1989
- Monocercops resplendens (Stainton, 1862)
- Monocercops thoi Kumata, 1989
- Monocercops triangulata Kumata, 1989